# أيل العراق
أيّل العراق (الاسم العلمي: Dama mesopotamica) حيوان مجترّ من فصيلة الأيليات وهو يُعرف أيضا بالعربيّة كما الأيل الأسمر الأوروبي بالأريل كما يسمونه في دمشق وأيضا بأيل آدم أو باسمه العبري في بعض الأحيان «اليحمور» بمعنى الأحمر أو الأسمر، وتجدر الإشارة إلى أن اليحمور في اللغة العربية هو أيضا اسم نوع أخر أصغر حجما من الأيائل.
يعتبر الأيل الأسمر الفارسي أكبر النوعين في جنس الأيل الأسمر (باللاتينية: Dama) حيث يزن ما بين 40 إلى 100 كيلوغرام (90 - 220 رطل). تقطن هذه الحيوانات الأحراج بشكل رئيسي حيث تقتات على ضروب مختلفة من الطعام والتي تتنوع باختلاف الموسم؛ وهي تضم الأعشاب، البندق، وأوراق الأشجار. تعيش الأيائل السمراء الفارسية في قطعان تقوم الذكور فيها بالتقاتل خلال موسم التزاوج حيث يحاول كل واحد منها أن يسيطر على حوز صغير خاص به.
كان موطن الأيل الأسمر الفارسي يمتد من الحدود التونسيّة وصولا إلى البحر الأحمر، ومن ثم عبر فلسطين إلى لبنان وسوريا والأردن وصولا إلى العراق وغربي إيران. تمّ اصطياد هذه الحيوانات حتى الانقراض في معظم أنحاء موطنها وخصوصا بعد توافر الأسلحة النارية بأيدي الصيادين منذ بداية القرن العشرين، وفي عام 1951 جرى الاعتقاد بأن هذا النوع انقرض تماما، إلا أنه بعد 4 سنوات أي خلال عام 1955 عُثر على جمهرة صغيرة جدا منه في منطقة غابوية كثيفة في إيران قرب الحدود العراقيّة، وقد استمرت هذه الجمهرة بالتواجد على الرغم من ضغط الصيد وتدمير المسكن حتى ثمانينات القرن العشرين على الأقل، وقد تمّ نقل بضعة رؤوس منها إلى إسرائيل منذ فترة ليست ببعيدة.
يعتبر بعض العلماء أن الأيل الأسمر الفارسي ليس سوى سلالة من الأيل الأسمر الأوروبي، حيث يُجمع كلاهما تحت اسم واحد هو «الأيل الأسمر»، وبالتالي فإن تصنيفهم لهذه الحيوانات يضعها تحت الاسم العلمي: Dama dama mesopotamica، بينما يرى آخرون أن هذا الحيوان يشكل نوعا مستقلا بذاته ويُصنفونه على هذا الأساس تحت الاسم العلمي: Dama mesopotamica، ويستند هؤلاء في قولهم إلى أن الأيل الأسمر الفارسي يحمل بضعة خصائص من شأنها أن تميزه عن الأوروبي، ومنها الحجم الأكبر والقرون الغير مفلطحة.
تعتبر إسرائيل وألمانيا الأمل الوحيد لإنقاذ الأيل الأسمر الفارسي من الانقراض حاليا، فهذه الحيوانات لا توجد في الأسر إلا في هاتين الدولتين، حيث تخضع لبرامج إكثار مكثفة، وقد كانت هذه البرامج ناجحة كثيرًا إذ تمت إعادة هذه الأيائل إلى مؤلها الطبيعي في شمال فلسطين. أما في إيران فهناك جهود أيضا لمحاولة الحفاظ على ما تبقى من هذه الحيوانات في البرية، ومع أن هذه الجهود ضئيلة إذا ما قورنت بتلك في البلدين السابقين، ولكنها تبقى مهمة مهما كان مقدارها من أجل الإبقاء على هذا النوع المهدد.
تمّ ذكر الأيل الأسمر الفارسي في بعض الأساطير اليونانية كما وذُكر في الكتاب المقدس على أنه من الحيوانات المحلل أكلها.

## تاريخ النوع
أدخلت الأيائل السمراء الفارسيّة إلى قبرص في العصور القديمة عند بداية الاستيطان والنشاط الزراعي الإنساني، وقد وجدت عظام تأرّخت لتلك الفترة، وتنص أسطورة إغريقيّة تعود للعام 200 للميلاد على كيفيّة وصول أيائل لبنان وجبل الكرمل إلى قبرص وجزر اليونان بعد سباحتها في البحر المتوسط، فوضع كل أيل رأسه على ظهر الأيل الأخر أمامه حتى وصلوا اليابسة.

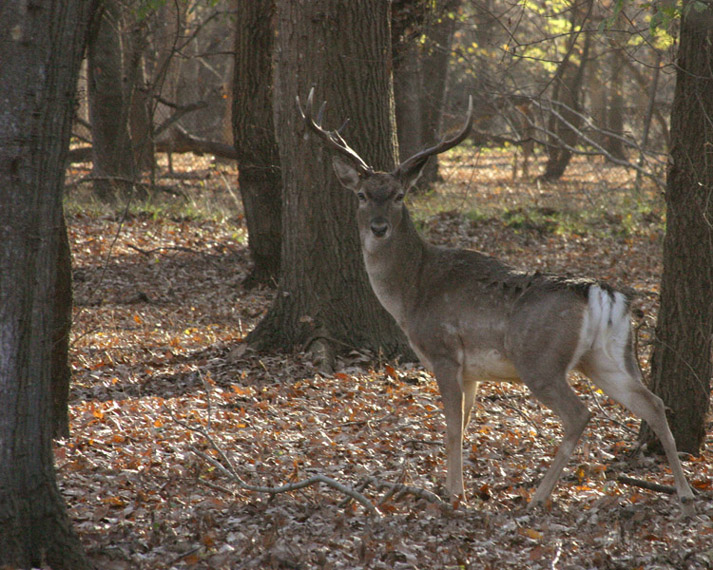
أيل أسمر فارسي في غابة محمية في مازندران

اختفت الأيائل السمراء الفارسيّة من المنطقة العربية تدريجيا بحلول القرن العشرين بسبب الصيد وتدمير مواقع سكنها والتمدّن في المناطق الريفيّة في دول مثل لبنان وفلسطين حيث قتل أخر أيل في لبنان عام 1902، أما في فلسطين فقد تمت مشاهذة هذه الحيوانات لأخر مرة في القرن التاسع عشر في جبل الطابور. واعتبر هذا الأيل منقرض عام 1951 قبل أن يعاد اكتشاف جمهرة صغيرة في عربستان (محافظة خوزستان حسب التسمية الإيرانية الرسمية) بلغ عدد أفرادها حوالي 25 حيوانا.{{وإو|عر=ملف:Fallow.jpg]|تر=ملف:Fallow.jpg]|لغ=en|نص=وبعد قيام الثورة الإسلامية}} في إيران قام البعض بتهريب بضعة رؤوس إلى إسرائيل وألمانيا حيث أخذت الجمعيات البيئيّة تعمل على استيلادها.

### أسباب التناقص
كانت الأيائل السمراء الفارسيّة تُصاد منذ القدم للحصول على لحمها من قبل سكان منطقة الشرق الأوسط، وقد أدى توافر الأسلحة النارية الحديثة إلى تسارع وتيرة تناقصها. وفي أواسط القرن العشرين أصبحت الجمهرة الباقية معرضة لخطر آخر بالإضافة للصيد وهو تدمير المسكن بهدف الحصول على أخشاب الغابات، بالإضافة للمنافسة مع المواشي المستأنسة على المراعي، وقد أدت هذه الأسباب مجتمعة إلى اندثار هذه الحيوانات من معظم موطنها وانحصارها في القسم الغربي من إيران وجزء صغير من شرق العراق، وقد كانت هذه الجمهرة مستقرة نوعا ما إلا أن اندلاع الحرب الإيرانية العراقية أدى إلى تناقصها بدرجة كبيرة.

### الوضع الحالي للنوع

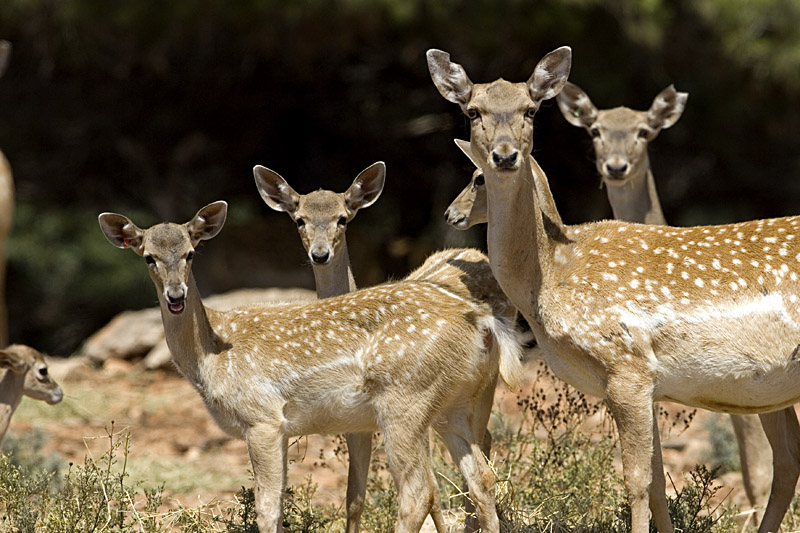
قطيع من إناث الأيل الأسمر الفارسي في الجليل

تعتبر هذه الأيائل منقرضة تقريبا اليوم فهي تقطن إقليما صغيرا في جنوبي إيران في محافظة خوزستان، ومحميتين صغيرتين في مازندران في شمالي إيران بالإضافة إلى جزيرة صغيرة في بحيرة أورميا في شمال غرب إيران. وفي الوطن العربي كان الأيل الأسمر الفارسيّ يتواجد في بلاد ما بين النهرين وسوريا ولبنان وفلسطين والأردن ومصروليبيا، بالإضافة إلى قبرص حيث كان يقطن الأراضي الحرجيّة بشكل رئيسيّ. تستولد هذه الأيائل اليوم في الأسر في حدائق الحيوانات والمنتزهات بشكل رئيسي في إيران وإسرائيل وألمانيا، ويعتقد بأن الجمهرة الحاليّة تعاني من التناسل الداخلي بين الأقارب وافتقارها للتنوع الجيني، ومنذ عام 1996 أخذت الجمعيات البيئيّة في إسرائيل تعيد إدخال هذه الأيائل بشكل تدريجي إلى البريّة في شمال فلسطين حيث يعيش الآن أكثر من 650 رأسا في الجليل[ ؟ ] والمناطق المحيطة بجبل الكرمل والمتاخمة لحدود لبنان.
أما في إيران، فإن المسؤولين في وزارة البيئة يحاولون اليوم، وبعد مرور 50 سنة من نقل الأيائل السمراء الفارسية المتبقية في البلاد إلى محافظة مازندران، أن يُعيدوا هذه الحيوانات إلى مؤلها الطبيعي في خوزستان. وقد قال مدير عام وزارة البيئة في خوزستان أن عملية نقل الأيائل إلى منطقة كرخة المحميّة القريبة من جبال زاغروس أصبحت في مراحلها النهائية، وإن الفصيلة ستعود إلى خوزستان بعد فترة قريبة. وقد أفاد الدكتور هُرمز محمدي رعد أن إعادة الأيائل إلى مسكنها الأصلي كلّفت 2.1 مليار ريال إيراني وأنهم سيحتاجون إلى حوالي 700 مليون ريال على الأقل كي يتمكنوا من تنفيذ كامل المشروع.

## الوصف والعادات
يعتبر الأيل الأسمر الفارسيّ أكبر حجما من الأيل الأسمر الأوروبي وتكون قرونه أصغر وأقل تفلطحا. يبلغ وزن هذه الحيوانات ما بين 40 إلى 100 كيلوغرام، وهي تفضل العيش في الأحراج والغابات المفتوحة. يتراوح لون الكسوة القصيرة لهذه الأيائل من البني الضارب إلى الحمرة والخمريّ، وتتوزع عدة رقط بيضاء بشكل عشوائي على كامل أنحاء الجسد، ويتحدد نطاق الرقط على جسد هذه الحيوانات بواسطة مجموعة من الرقط الأخرى على القسم السفلي من الجسد، أما على القسم العلوي فتتحدد بواسطة صفين من الرقط البيضاء (وفي بعض الأحيان خط أبيض وحيد) المتوازية مع الخط القاتم الذي يجري على طول الظهر. ويكون القسم السفلي من جسد الأيل الأسمر الفارسي، بما فيه العنق والذقن والفك والخطم، أبيضا بشكل كلي.
تعيش هذه الأيائل في قطعان، وعادات تزاوجها شبيهة بعادات التزاوج لدى الأيل الأسمر الأوروبي، حيث تنزع الذكور خلال موسم التزاوج إلى إنشاء حوز صغير خاص بها تدافع عنه ضد أي ذكور أخرى، وتقوم بملاحقة الإناث وتذوّق بولها لمعرفة أي منها متقبلة. يحصل التزاوج في الخريف، وتولد الصغار خلال أوائل الصيف حيث تلد كل أنثى خشفا واحدا بعد فترة حمل تدوم حوالي 230 يوما، وقد تلد الأنثى توأما في بعض الأحيان. وقد ظهر من خلال مراقبة الأيائل التي أُعيد إدخالها إلى البرية في إسرائيل إن معدل الحمل الناجح كان منخفضا في الموسم الأول من إعادة إدخالها (حوالي 0.2 أخشاف للأنثى في السنة). يمتد أمد حياة الأيل الأسمر الفارسي لحوالي 15 سنة. يُعتبر الأيل الأسمر الفارسي حيوانا راعيا، إذ تُشكل الأعشاب ما يزيد على 60% من غذائها في الصيف، أما في الخريف فإن نسبة الثمار والفاكهة من شاكلة البندق تزداد في غذائها، أما في الشتاء فتقتات على أوراق الأشجار.

## وصلات خارجية
- معلومات حول الأيل الأسمر الفارسي
- الأيل الأسمر الفارسي في القائمة الحمراء للإتحاد العالمي للحفاظ على الطبيعة
- الأيل الأسمر الفارسي كأحد أصناف الحيوانات المنقرضة والمهددة بالانقراض في فلسطين